# Алёшкино (Башкортостан)
Алёшкино (баш. Алешкин) — село в Фёдоровском районе Республики Башкортостан Российской Федерации. Входит в состав Гончаровского сельсовета.

## География

### Географическое положение
Находится на берегу реки Дёмы.
Расстояние до:
- районного центра (Фёдоровка): 12 км,
- центра сельсовета (Гончаровка): 6 км,
- ближайшей ж/д станции (Мелеуз): 76 км.

## История
На 1 июня 1952 года возглавлял Алёшкинский сельсовет

## Население
| 2002 | 2009 | 2010 |
| ---- | ---- | ---- |
| 286  | →286 | ↘240 |

Национальный состав
Согласно переписи 2002 года, преобладающая национальность — мордва (эрзяне)(79 %).